# Коціга
Коціга (словац. Kociha, угор. Kecege) — село, громада в окрузі Рімавська Собота, Банськобистрицький край, Словаччина. Кадастрова площа громади — 11,41 км². Населення — 210 осіб (за оцінкою на 31 грудня 2017 р.).
Знаходиться за ~15 км на північ від адмінцентру округу міста Рімавська Собота.

## Історія
Перша згадка 1298 року.
1828 року було 35 будинків і 261 мешканець, які займалися сільським господарством. Під час Другої світової війни німці забили 7 громадян.

## Географія
Знаходиться в північно-східній частині Словацьких Рудних гір, водойма — річка Рімава.

## Транспорт
Автошлях 72 Рімавська Собота (I/16) — Брезно (I/66).
Однойменна залізнична станція на лінії Рімавська Собота&nbap;— Брезно.

## Населення
| Рік:            | 1994. | 2004.   | 2014.   | 2024.   |
| --------------- | ----- | ------- | ------- | ------- |
| Кількість осіб: | 245   | 230     | 213     | 193     |
| Різниця:        |       | -6,12 % | -7,39 % | -9,38 % |

| Рік:            | 2023. | 2024.   |
| --------------- | ----- | ------- |
| Кількість осіб: | 195   | 193     |
| Різниця:        |       | -1,02 % |